# キャロル・ベイヤー・セイガー
キャロル・ベイヤー・セイガー（Carole Bayer Sager、1947年3月8日 - ）は、アメリカ合衆国ニューヨーク市生まれの作詞家、ソングライター。
キャロルの作曲した最初のヒット曲は、マインドベンダーズの「恋はごきげん (A Groovy Kind of Love)」で、このとき彼女はまだ10代だった。1975年、メリサ・マンチェスターと共作した「ミッドナイト・ブルー」が、マンチェスターの歌唱により全米トップ10ヒットとなった。1977年にはエレクトラ・レコードから初のソロ・アルバムを発表している。
映画の主題歌、挿入歌なども多数手がけており、その中には、『007 私を愛したスパイ』（1977年）のテーマ「私を愛したスパイ (Nobody Does It Better)」（マーヴィン・ハムリッシュ作曲）、アカデミー歌曲賞を受賞した『ミスター・アーサー』（1981年）の主題曲「ニューヨーク・シティ・セレナーデ」（バート・バカラックらと共作）、『ラブ IN ニューヨーク』（1982年）のテーマ「愛のハーモニー (That's What Friends Are For)」(バート・バカラック作曲、後にディオンヌ&フレンズ(エルトン・ジョン、グラディス・ナイト&スティーヴィー・ワンダー)がカバーして大ヒット)、『魔法の剣 キャメロット』（1998年）のテーマ「The Prayer」（デイヴィッド・フォスター作曲）などがある。

## ディスコグラフィ

### ソロ・アルバム
- 『私自身』 - Carole Bayer Sager (1977年)
- 『TOO』 - ...Too (1978年)
- 『真夜中にくちづけ』 - Sometimes Late at Night (1981年)